# Thập niên 560

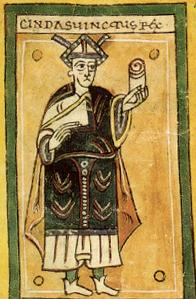
Thập niên 560

Thập niên 560 hay thập kỷ 560 chỉ đến những năm từ 560 đến 569.